# 渡辺公平
渡辺 公平（わたなべ こうへい、1910年（明治43年）3月7日 - 2005年（平成17年）11月18日）は、日本の改革派・長老派の牧師、神学者である。新改訳聖書のヨハネの黙示録の翻訳に携わる。

## 生涯

### 学生時代
1910年（明治43年）、宮城県に生まれる。仙台市にある日本基督教会仙台北四番町教会で洗礼を受ける。東北帝国大学（現・東北大学）と米国のウェストミンスター神学校で学ぶ。

### 牧師時代
1944年（昭和19年）に出身教会の日本基督教団仙台北四番町教会（現・日本基督改革派教会・仙台教会）の角田桂嶽牧師が急逝する。角田に代わり34歳の渡辺が伝道師に就任する。
戦後に、日本基督教団を離脱して、共に日本キリスト改革派教会を創立する。
1952年（昭和27年）から1955年（昭和30年）まで日本キリスト改革派灘教会の牧師を務める。
1965年（昭和40年）に新改訳聖書の翻訳に携わり、渡辺は「ヨハネの黙示録」を担当する。その後、東京基督神学校、東京キリスト教短期大学の教授を務めながら神学を教える。
神学校の教授を務めながら、日本長老教会八王子キリスト告白教会の牧師を兼務する。引退後は国分寺市に住む。

## 著書
- 『カルヴァンとカルヴィニストたち』、小峰書店、1973年
- 『現代に生きるクリスチャン』いのちのことば社、1996年

## 論文
- 『宗教と歴史問題の解釈者』(実存主義神学の方法論に前にして)『聖書と教育』(日本クリスチャン・カレッジ、1964年)
- 『「学」における前提の問題』(論集第1集)東京キリスト教短期大学発行
- 『キリスト教思想史上からのギリシャ・ロマ期の哲学への再評価について』(論集第2集)東京キリスト教短期大学発行
- 『創造論について』(基督神学第2集)東京基督神学校発行